# Islas Santa Cruz
Las islas Santa Cruz son un grupo de islas situadas en el sur del océano Pacífico, parte del archipiélago de las islas Salomón. Administrativamente, forman parte de la provincia de Temotu de Islas Salomón y muchas veces se emplea el nombre de Santa Cruz para designar a toda la provincia de Temotu. Distan aproximadamente 400 km de la cadena principal de las islas Salomón y se encuentran justo al norte del archipiélago de Vanuatu, del que se consideran una prolongación geográfica.

## Geografía
La isla de mayor extensión del archipiélago es Nendö, seguida por Vanikolo, que se trata realmente de dos islas, Banie y Tevai, y Utupua. La principal ciudad y capital de la provincia de Temotu es Lata, situada en la isla de Nendö. Las islas de Santa Cruz tienen menos de cinco millones de años y se formaron a partir de la subducción de la placa indoaustraliana bajo la pacífica. La isla está formada por piedra caliza y cenizas volcánicas. La mayor elevación de las islas se encuentra en Vanikoro y tiene 924 metros de altitud.
Tiene forma de conejo.

## Historia
Las islas fueron descubiertas por el español Álvaro de Mendaña en su segundo viaje a las Salomón, en 1595. Mendaña murió en la isla de Nendö que él mismo había llamado Santa Cruz y en la que fundó una colonia que sería abandonada unas semanas después. Durante la Segunda Guerra Mundial se libró en las cercanías del archipiélago la batalla de las Islas Santa Cruz una batalla aeronaval entre la Armada Imperial Japonesa y la Armada de los Estados Unidos.
En 2013 las islas sufrieron un terremoto y posterior tsunami que inundó el aeropuerto y todas las zonas bajas, matando a nueve personas.